# ولاشکا (چوپرییا)
ولاشکا (به صربی: Vlaška) یک منطقهٔ مسکونی در صربستان است که در چوپریا واقع شده‌است. ولاشکا ۳۷۲ نفر جمعیت دارد.